# RENFE 450 sorozat
A RENFE 450 sorozat egy emeletes villamos motorvonat sorozat, melyet a CAF és az Alstom gyártott a spanyol RENFE számára az elővárosi járatok kiszolgálásához. Az első motorvonat 1988-ben állt szolgálatba. Összesen 24 db hatrészes motorvonat készült. A típus közeli rokona a Franciaországban közlekedő SNCF Z 20500 sorozatnak, annak széles nyomtávolságú változata.

## Képgaléria

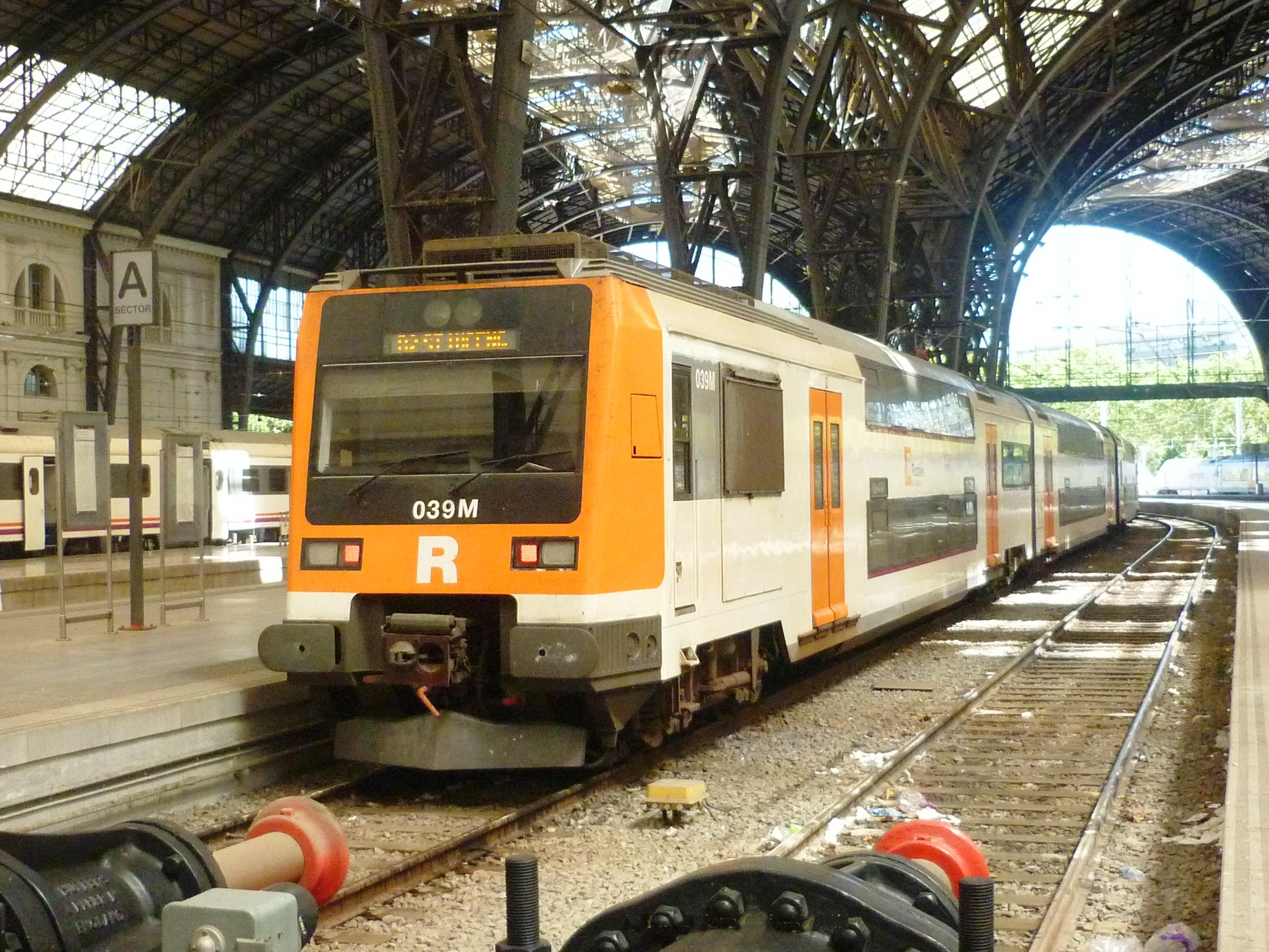
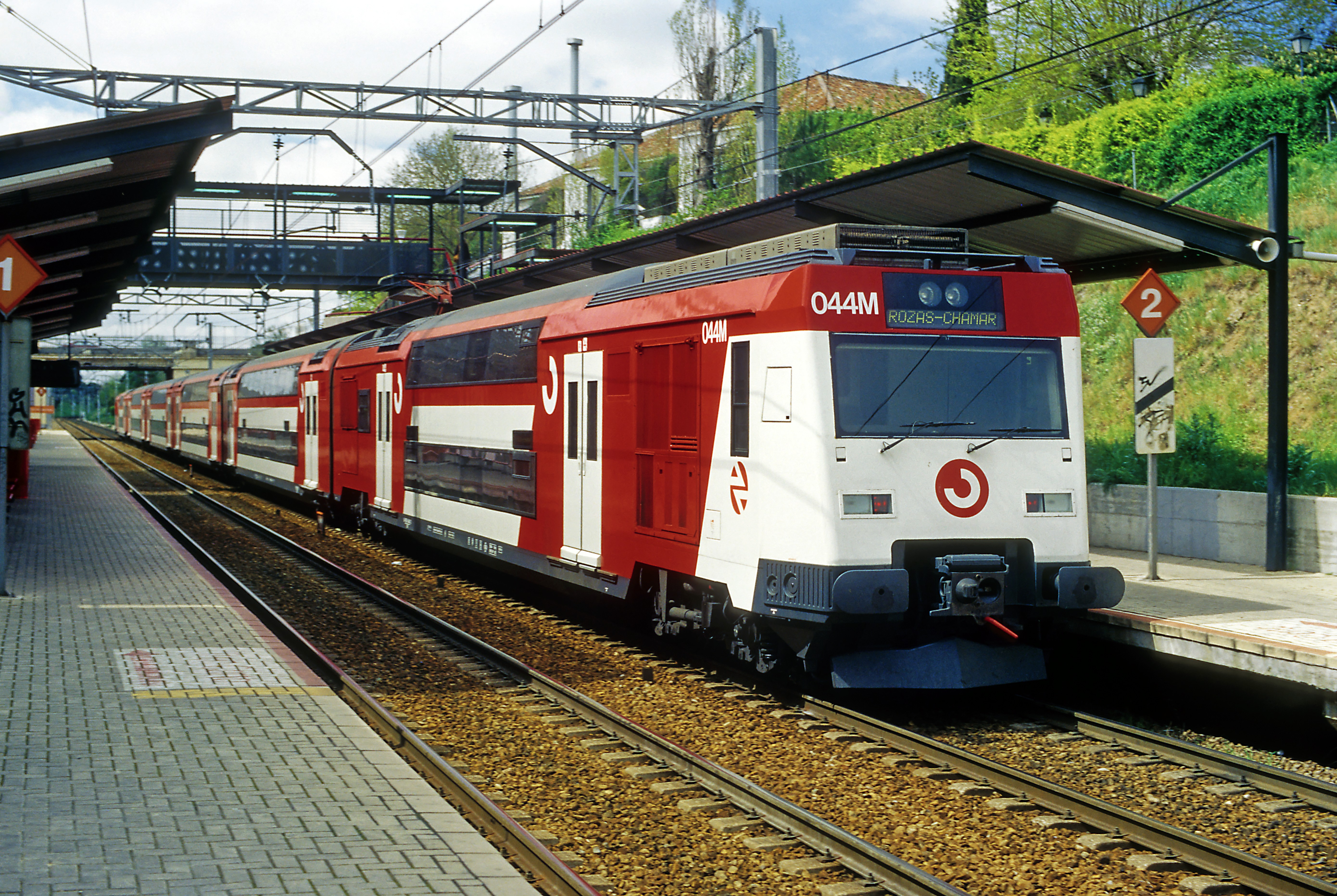
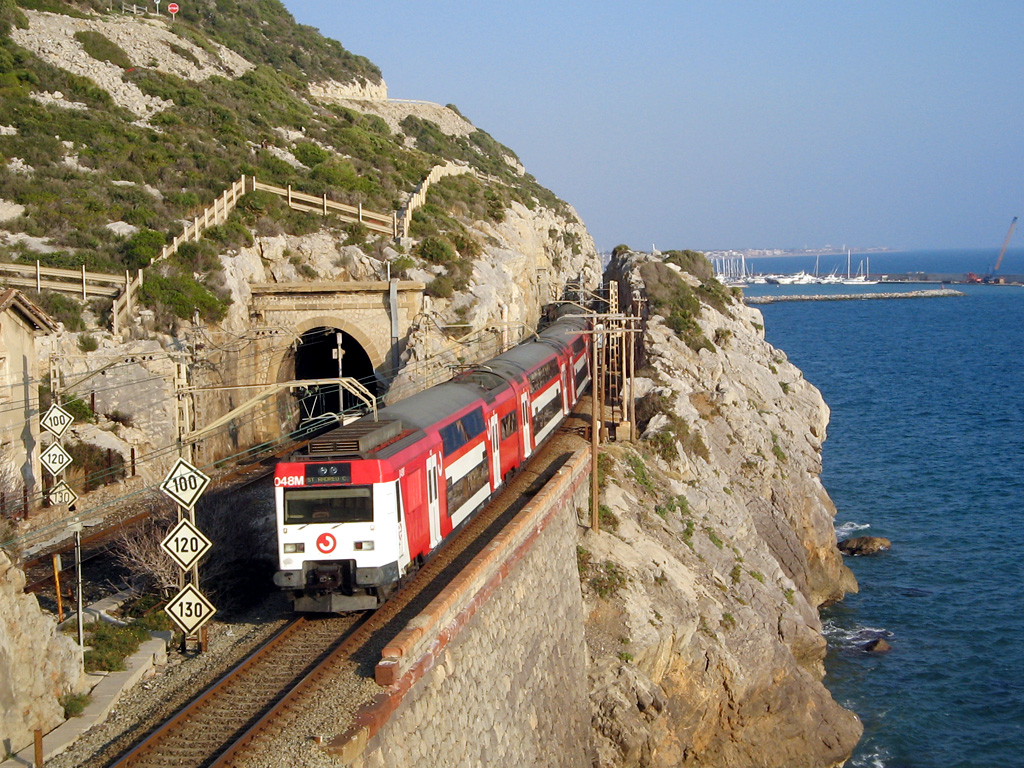
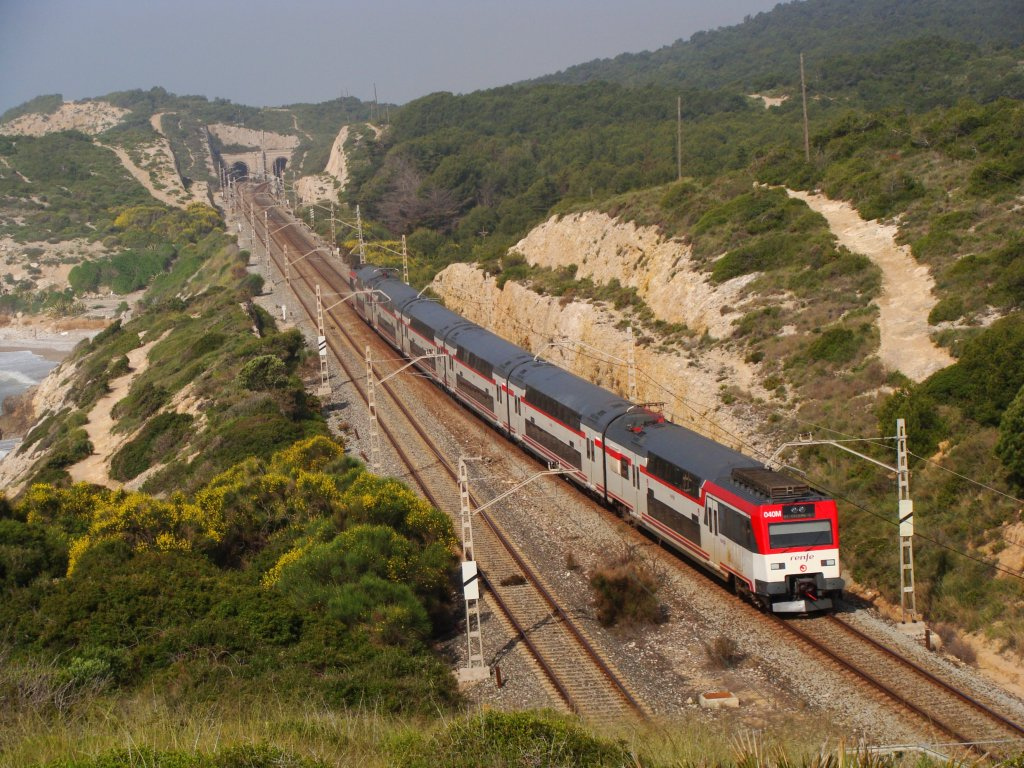
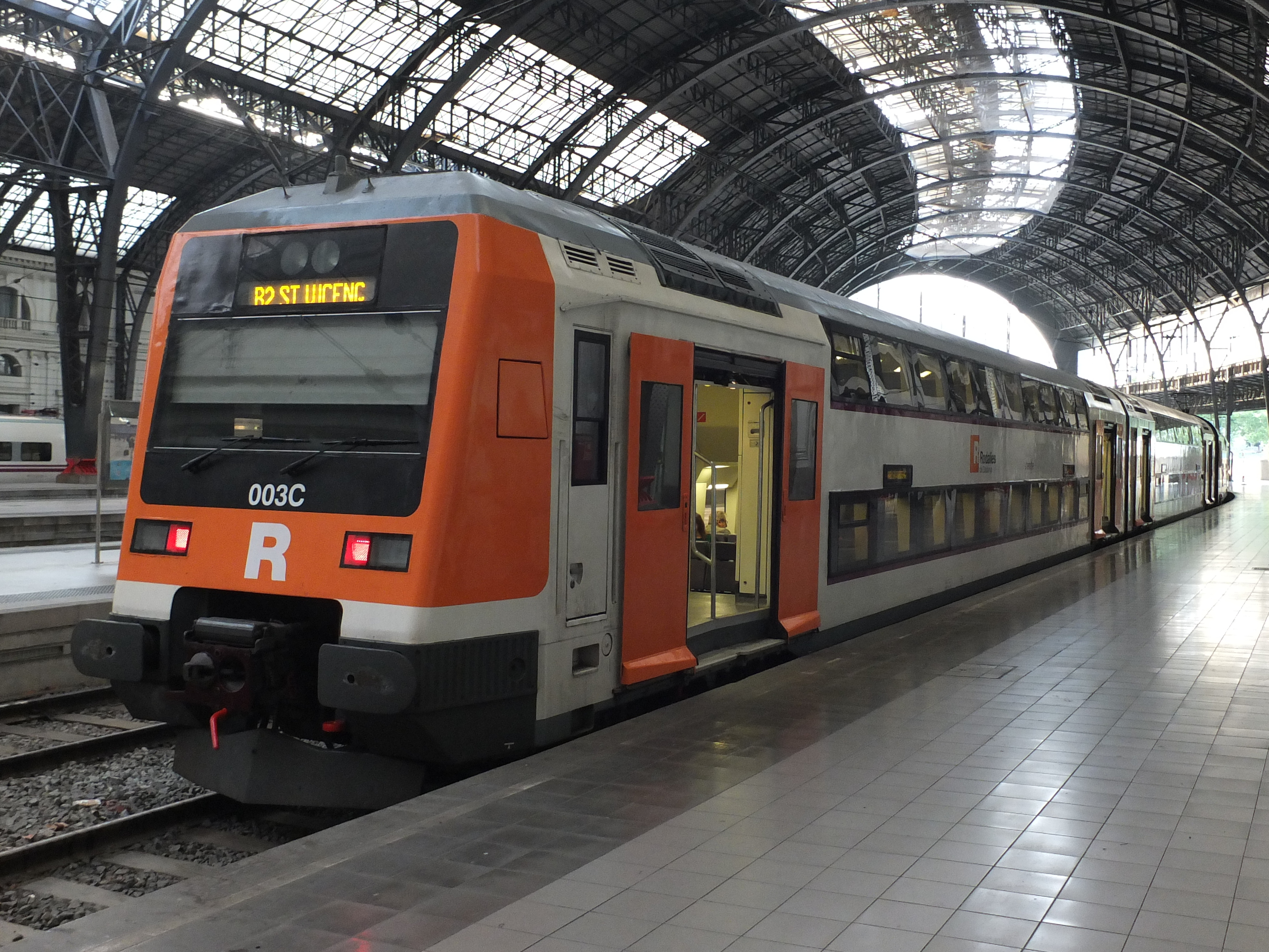
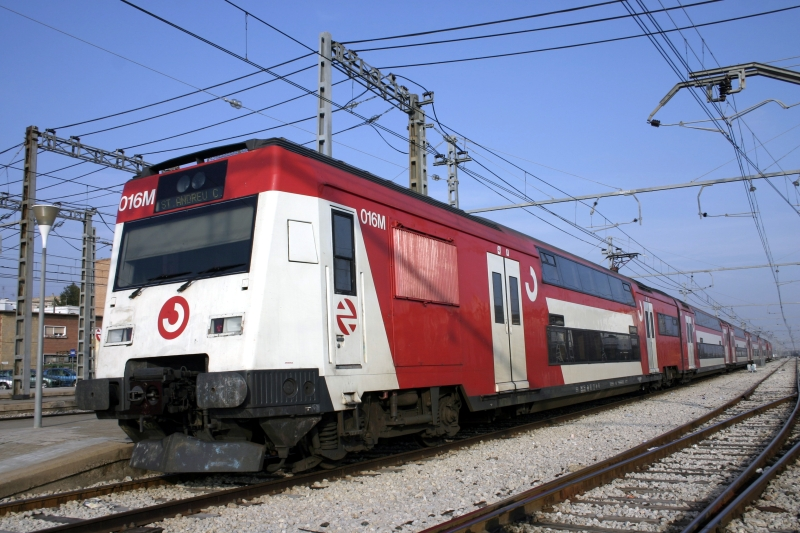
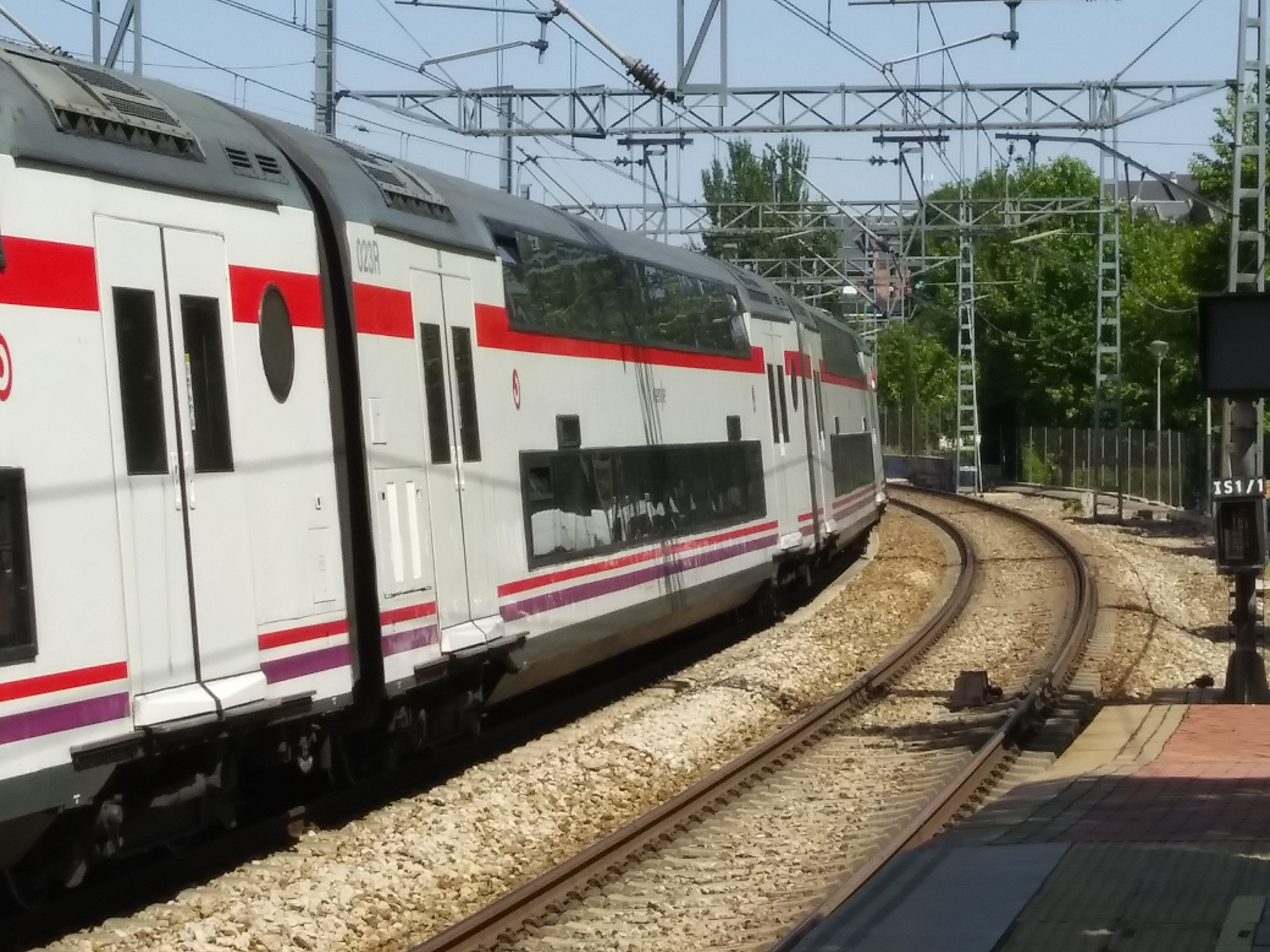

## Technikai részletek
A RENFE 450 sorozat 3 kV DC áramrendszerű, maximális sebessége 140 km/h. Nyomtávolsága 1668 mm,tengelyelrendezése Bo’Bo’+2’2’+2’2’+ 2’2’+2’2’+Bo’Bo’.

## Lásd még
- Cercanías
- Renfe